# Júlio da Conceição

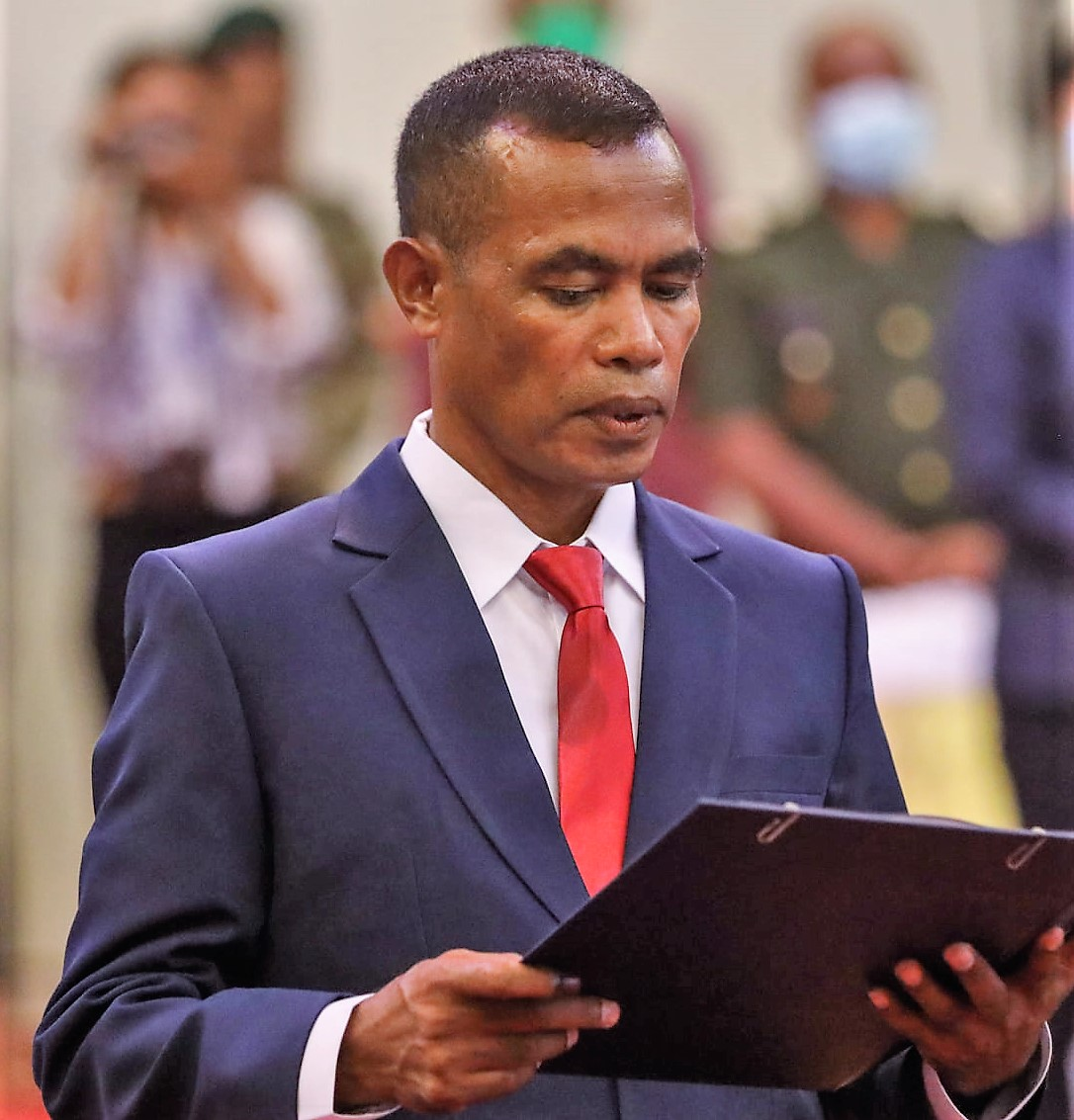
Júlio da Conceição (2020)

Júlio da Conceição (* 30. Juni 1973), Kampfname Loro Mesak (deutsch Einsame Sonne), ist ein osttimoresischer Politiker und ehemaliger Unabhängigkeitskämpfer. Er stammt aus dem Westen des Landes (Loro Munu).
Nach dem Abzug der Indonesier wurde Conceição Mitglied der neugegründeten Verteidigungskräfte Osttimors (F-FDTL). 2006 kam es zum Konflikt zwischen Soldaten aus dem Westen Osttimors und aus dem Osten. Soldaten aus dem Westen beklagten sich über die schlechten Arbeitsbedingungen und Beförderungsregelungen, die sie gegenüber jenen aus dem Osten benachteiligen würden. Schließlich verließen aus Protest mehrere hundert Soldaten aus dem Westen ihren Posten. Zu jenen gehörte auch Conceição, der damals den Rang eines Alferes innehatte. In Folge eskalierte die Situation zu den schwersten Unruhen im Land seit der Unabhängigkeit.
Später wurde Conceição Präsident des Veteranenrates in der Gemeinde Ainaro.
Am 22. März 2022 löste Conceição den abgesetzten Gil da Costa Monteiro als Staatssekretär für Angelegenheiten der Veteranen ab. Das Amt hatte Conceição bis zum Ende der Legislaturperiode am 30. Juni 2023 inne.